# Afix
Un afix és una partícula morfològica que permet la derivació per formar nous mots, en afegir-lo abans, dins o darrere un mot.
Segons la seva col·locació pot ser un prefix (si està davant del lexema), infix (enmig) o sufix (al final del lexema), interfix o circumfix. Es poden combinar diversos afixos alhora, fins i tot del mateix tipus, per crear nous derivats. Els afixos aporten sempre un matís al significat de la paraula, a diferència dels morfemes flexius que només afegeixen matisos gramaticals. A vegades poden canviar la categoria a què pertany la paraula resultant, especialment en el cas dels sufixos.
Molts afixos en si no signifiquen gairebé res («re-» «-atge»), en comparació amb els elements de mots compostos, però la diferència és gradual. Formes intermediaris es diuen afixoide o més aviat prefixoide o pseudoprefix com ara «auto-» o «euro», generalment en mots cults o neologismes. Tenen un pol fonològic molt més llarg en comparació amb, per exemple «in-» o «-re» o «-isme».